# هرمان بيشوف
هرمان بيشوف (بالألمانية: Hermann Bischoff)‏ هو ملحن ألماني، ولد في 7 يناير 1868 في دويسبورغ في ألمانيا، وتوفي في 25 يناير 1936 في برلين في ألمانيا.

## وصلات خارجية
- هرمان بيشوف على موقع ميوزك برينز (الإنجليزية)